# Stuart Croft (cầu thủ bóng đá)
Stuart Dunbar Croft (sinh ngày 12 tháng 4 năm 1954) là một cựu cầu thủ bóng đá người Anh thi đấu ở vị trí hậu vệ ở Football League cho Hull City, Portsmouth và York City và ở bóng đá non-league cho Bridlington Trinity.